# Shillong Plateau
Shillong Plateau är en platå i Indien.   Den ligger i delstaten Meghalaya, i den östra delen av landet, 1 500 km öster om huvudstaden New Delhi.